# Grand Prix Japonska 2025
Grand Prix Japonska 2025 (oficiálně Formula 1 Lenovo Japanese Grand Prix 2025) se jela na okruhu Suzuka Circuit v Suzuce v Japonsku dne 6. dubna 2025. Závod byl třetím v pořadí v sezóně 2025 šampionátu Formule 1.

## Kvalifikace
Kvalifikace se uskutečnila 5. dubna 2025 v 15:00 místního času (UTC+9).
| Poř.                        | Č. | Jezdec                | Konstruktér                  | Časy v kvalifikaci | Časy v kvalifikaci | Časy v kvalifikaci | Pořadí na startu |
| Poř.                        | Č. | Jezdec                | Konstruktér                  | Q1                 | Q2                 | Q3                 | Pořadí na startu |
| --------------------------- | -- | --------------------- | ---------------------------- | ------------------ | ------------------ | ------------------ | ---------------- |
| 1                           | 1  | Max Verstappen        | Red Bull Racing-Honda RBPT   | 1:27.943           | 1:27.502           | 1:26.983           | 1                |
| 2                           | 4  | Lando Norris          | McLaren-Mercedes             | 1:27.845           | 1:27.146           | 1:26.995           | 2                |
| 3                           | 81 | Oscar Piastri         | McLaren-Mercedes             | 1:27.687           | 1:27.507           | 1:27.027           | 3                |
| 4                           | 16 | Charles Leclerc       | Ferrari                      | 1:27.920           | 1:27.555           | 1:27.299           | 4                |
| 5                           | 63 | George Russell        | Mercedes                     | 1:27.843           | 1:27.400           | 1:27.318           | 5                |
| 6                           | 12 | Andrea Kimi Antonelli | Mercedes                     | 1:27.968           | 1:27.639           | 1:27.555           | 6                |
| 7                           | 6  | Isack Hadjar          | Racing Bulls-Honda RBPT      | 1:28.278           | 1:27.775           | 1:27.569           | 7                |
| 8                           | 44 | Lewis Hamilton        | Ferrari                      | 1:27.942           | 1:27.610           | 1:27.610           | 8                |
| 9                           | 23 | Alexander Albon       | Williams-Mercedes            | 1:28.218           | 1:27.783           | 1:27.615           | 9                |
| 10                          | 87 | Oliver Bearman        | Haas-Ferrari                 | 1:28.228           | 1:27.711           | 1:27.867           | 10               |
| 11                          | 10 | Pierre Gasly          | Alpine-Renault               | 1:28.186           | 1:27.822           |                    | 11               |
| 12                          | 55 | Carlos Sainz Jr.      | Williams-Mercedes            | 1:28.209           | 1:27.836           |                    | 15               |
| 13                          | 14 | Fernando Alonso       | Aston Martin Aramco-Mercedes | 1:28.337           | 1:27.897           |                    | 12               |
| 14                          | 30 | Liam Lawson           | Racing Bulls-Honda RBPT      | 1:28.554           | 1:27.906           |                    | 13               |
| 15                          | 22 | Júki Cunoda           | Red Bull Racing-Honda RBPT   | 1:27.967           | 1:28.000           |                    | 14               |
| 16                          | 27 | Nico Hülkenberg       | Kick Sauber-Ferrari          | 1:28.570           |                    |                    | 16               |
| 17                          | 5  | Gabriel Bortoleto     | Kick Sauber-Ferrari          | 1:28.622           |                    |                    | 17               |
| 18                          | 31 | Esteban Ocon          | Haas-Ferrari                 | 1:28.696           |                    |                    | 18               |
| 19                          | 7  | Jack Doohan           | Alpine-Renault               | 1:28.877           |                    |                    | 19               |
| 20                          | 18 | Lance Stroll          | Aston Martin Aramco-Mercedes | 1:29.271           |                    |                    | 20               |
| 107 % času vítěze: 1:33.825 |    |                       |                              |                    |                    |                    |                  |
| Zdroj:                      |    |                       |                              |                    |                    |                    |                  |

Poznámky
1. ↑  Carlos Sainz Jr. obdržel penalizaci 3 míst na startu za blokování Lewise Hamiltona v Q2.

## Závod
Závod se uskutečnil 6. dubna 2025 ve 14:00 místního času (UTC+9).
| Poř.   | No. | Jezdec                | Konstruktér                  | Počet kol | Čas/Odstoupení | Start | Body |
| ------ | --- | --------------------- | ---------------------------- | --------- | -------------- | ----- | ---- |
| 1      | 1   | Max Verstappen        | Red Bull Racing-Honda RBPT   | 53        | 1:22:06.983    | 1     | 25   |
| 2      | 4   | Lando Norris          | McLaren-Mercedes             | 53        | +1.423         | 2     | 18   |
| 3      | 81  | Oscar Piastri         | McLaren-Mercedes             | 53        | +2.129         | 3     | 15   |
| 4      | 16  | Charles Leclerc       | Ferrari                      | 53        | +16.097        | 4     | 12   |
| 5      | 63  | George Russell        | Mercedes                     | 53        | +17.362        | 5     | 10   |
| 6      | 12  | Andrea Kimi Antonelli | Mercedes                     | 53        | +18.671        | 6     | 8    |
| 7      | 44  | Lewis Hamilton        | Ferrari                      | 53        | +29.182        | 8     | 6    |
| 8      | 6   | Isack Hadjar          | Racing Bulls-Honda RBPT      | 53        | +37.134        | 7     | 4    |
| 9      | 23  | Alexander Albon       | Williams-Mercedes            | 53        | +40.367        | 9     | 2    |
| 10     | 87  | Oliver Bearman        | Haas-Ferrari                 | 53        | +54.529        | 10    | 1    |
| 11     | 14  | Fernando Alonso       | Aston Martin Aramco-Mercedes | 53        | +57.333        | 12    |      |
| 12     | 22  | Júki Cunoda           | Red Bull Racing-Honda RBPT   | 53        | +58.401        | 14    |      |
| 13     | 10  | Pierre Gasly          | Alpine-Renault               | 53        | +1:02.122      | 11    |      |
| 14     | 55  | Carlos Sainz Jr.      | Williams-Mercedes            | 53        | +1:14.129      | 15    |      |
| 15     | 7   | Jack Doohan           | Alpine-Renault               | 53        | +1:21.314      | 19    |      |
| 16     | 27  | Nico Hülkenberg       | Kick Sauber-Ferrari          | 53        | +1:21.957      | 16    |      |
| 17     | 30  | Liam Lawson           | Racing Bulls-Honda RBPT      | 53        | +1:22.734      | 13    |      |
| 18     | 31  | Esteban Ocon          | Haas-Ferrari                 | 53        | +1:23.438      | 18    |      |
| 19     | 5   | Gabriel Bortoleto     | Kick Sauber-Ferrari          | 53        | +1:23.897      | 17    |      |
| 20     | 18  | Lance Stroll          | Aston Martin Aramco-Mercedes | 52        | +1 kolo        | 20    |      |
| Zdroj: |     |                       |                              |           |                |       |      |

## Průběžné pořadí po závodě
|        | Pořadí | Jezdec                | Body |
| ------ | ------ | --------------------- | ---- |
|        | 1      | Lando Norris          | 62   |
|        | 2      | Max Verstappen        | 61   |
| 1      | 3      | Oscar Piastri         | 49   |
| 1      | 4      | George Russell        | 45   |
|        | 5      | Andrea Kimi Antonelli | 30   |
| Zdroj: |        |                       |      |

|        | Pořadí | Konstruktér                | Body |
| ------ | ------ | -------------------------- | ---- |
|        | 1      | McLaren-Mercedes           | 111  |
|        | 2      | Mercedes                   | 75   |
|        | 3      | Red Bull Racing-Honda RBPT | 61   |
| 1      | 4      | Ferrari                    | 35   |
| 1      | 5      | Williams-Mercedes          | 19   |
| Zdroj: |        |                            |      |